# (7178) Ikuookamoto
(7178) Ikuookamoto (1990 VA3) – planetoida z pasa głównego asteroid okrążająca Słońce w ciągu 3,4 lat w średniej odległości 2,26 j.a. Odkryta 11 listopada 1990 roku.